# Armando Ruinelli
Armando Ruinelli (Soglio, 1954) è un architetto svizzero, docente di architettura e progettazione alla FHGR Coira.

## Biografia

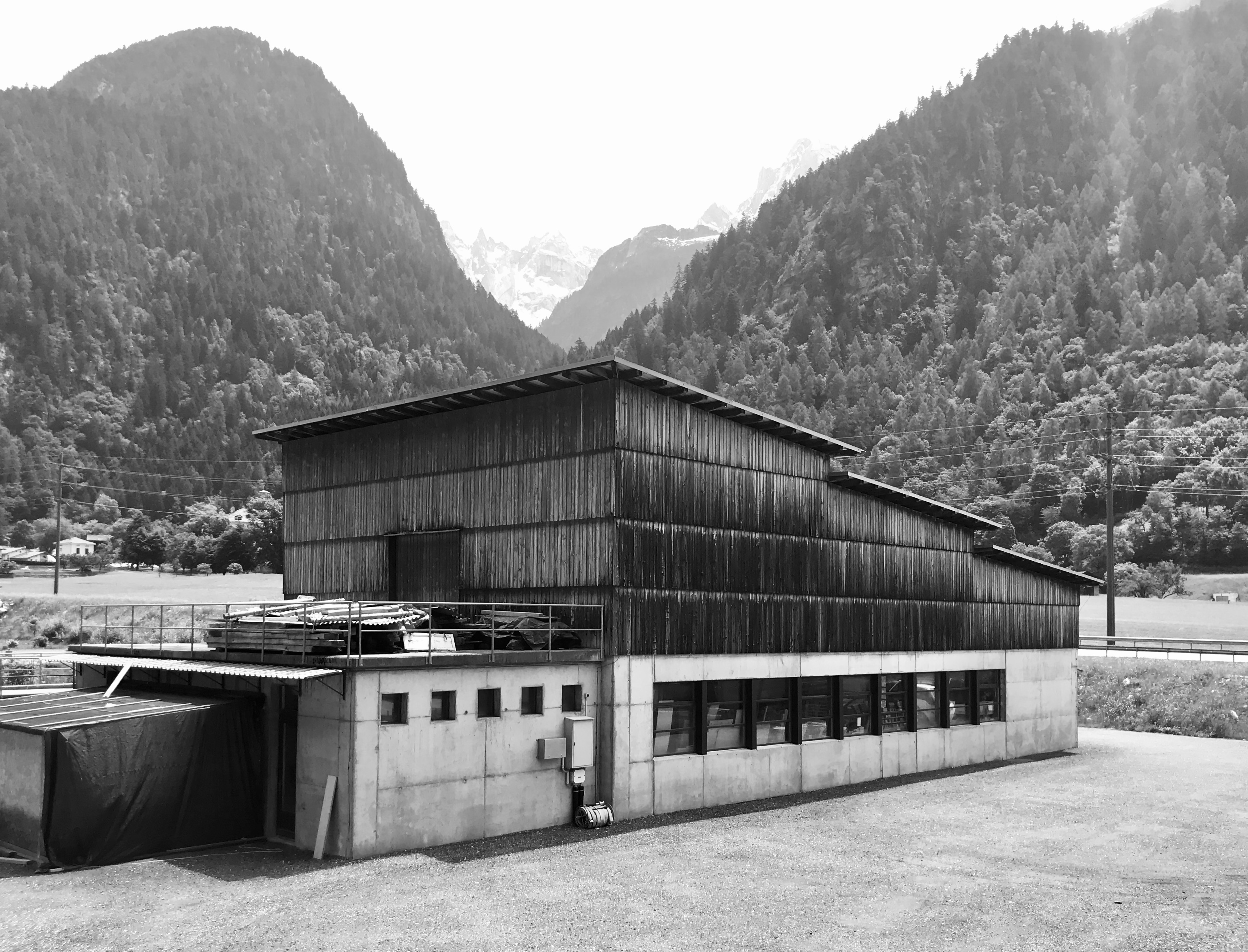
La falegnameria di Spino, progetto di Ruinelli

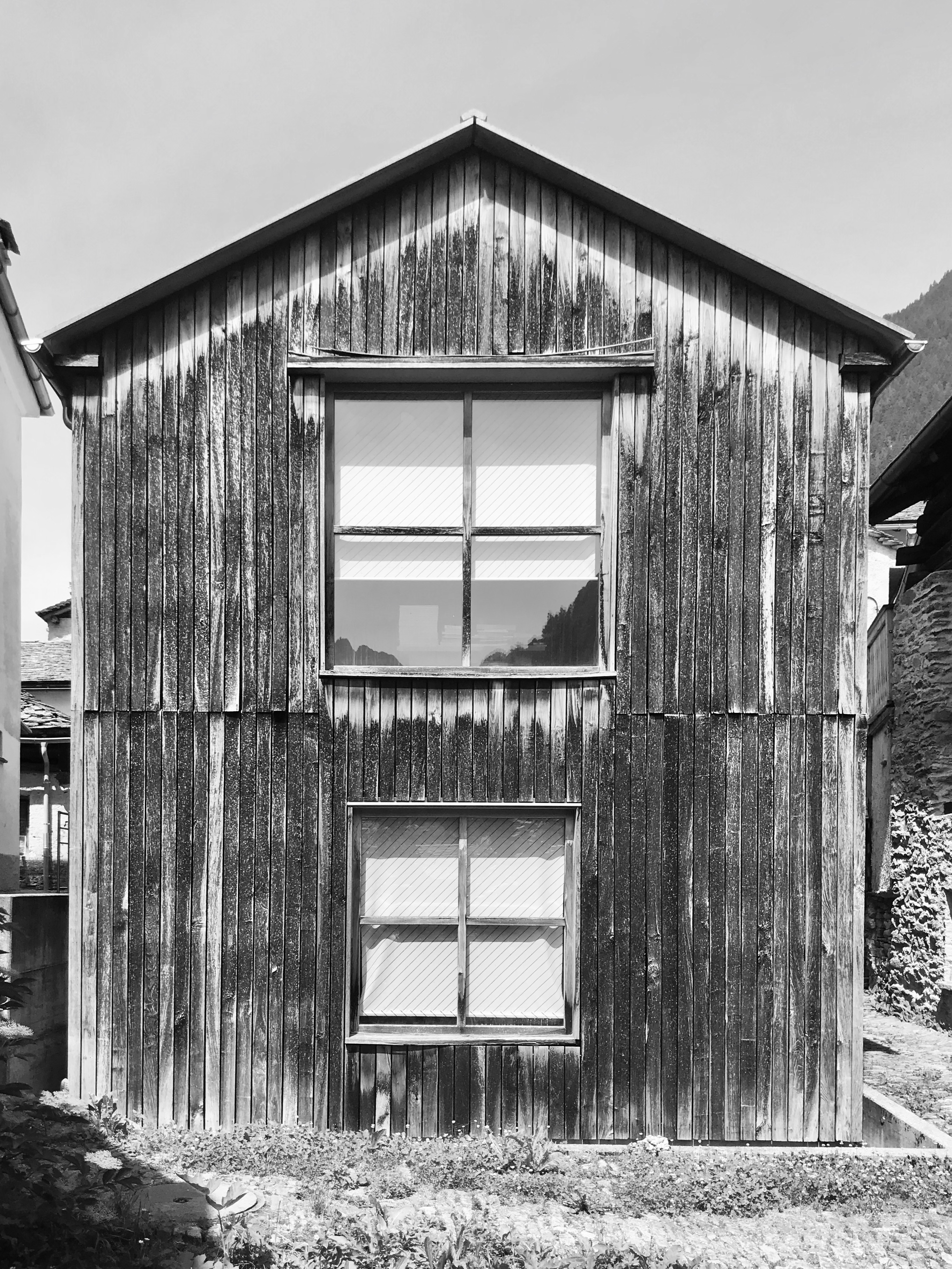
Atelier Ruinelli, Soglio

Armando Ruinelli ha completato un apprendistato quadriennale come disegnatore a Zurigo nel 1974. Seguono due anni come disegnatore impiegato. Nel 1982 Ruinelli fonda il proprio studio nel paese natale di Soglio. Nel 1995 è diventato membro del Werkbund svizzero.
Nel 2008 è stato visiting professor di progettazione architettonica presso la Università di Biberach an der Riss. Dal 2010 al 2013 è stato membro della giuria ICOMOS "Premiazioni alberghi storici". Dal 2011 al 2012 ha ricoperto l'incarico di insegnante di progettazione nel corso di laurea magistrale presso l'Università di Scienze Applicate di Kaiserslautern.
Nel 2015 è stato docente nel corso post-diploma CAS (costruire sul costruito) presso HTW Coira. Dal 2019 è docente di architettura e progettazione alla FHGR Coira.
Dal 1996 è iscritto al Registro Svizzero degli architetti. Dal 2003 è membro della Società svizzera ingegneri e architetti. Dal 2008 è membro della Federazione Architetti Svizzeri.

## Opere
- 1984: Casa unifamiliare, Vicosoprano
- 1988: Atelier Ruinelli, Soglio
- 1991: Falegnameria, Spino
- 1995: Sala polivalente, Bondo
- 2003: Casa e atelier fotografico, Soglio
- 2007: Restauro del padiglione doganale (1959 di Bruno Giacometti)
- 2009: Riqualificazione di una stalla, Soglio
- 2009: Trasformazione dell'edificio scolastico in uffici amministrativi, Bondo (1905 di Ottavio Ganzoni)
- 2011: Restauro della chiesa riformata di Bondo
- 2014: Ristrutturazione di un'abitazione, Sils Maria[5]
- 2015: Restauro della chiesa di San Lorenzo (Bregalia)
- 2016: Magazzino e atelier Miriam Cahn, Stampa
- 2018: Trasformazione stalla e cascina, Isola - Maloja
- 2019: Studio Cascina Garbald, Castasegna
- 2020: Casa sul Lago Maggiore, Gerra Gambarogno

## Premi
- 2008: Gold - Best architects Award per il progetto Casa & Atelier fotografico, Soglio
- 2011: Premio Biennale Internazionale di Architettura “Barbara Cappochin” - Menzione d'Onore per il progetto Riqualificazione di una stalla, Soglio
- 2012: Gold - Best architects Award per il progetto Casa & Atelier fotografico, Soglio
- 2013: Premio per le buone costruzioni nel Cantone dei Grigioni per il progetto Riqualificazione di una stalla, Soglio
- 2015: Riconoscimento del Cantone dei Grigioni
- 2016: Premio Arc per il progetto Magazzino e Atelier Miriam Cahn, Stampa
- 2019: Nell'ambito della campagna "52 migliori edifici - cultura edilizia Graubünden 1950–2000", il Bündner Heimatschutz ha selezionato la falegnameria di Spino progettata da Armando Ruinelli come uno dei migliori edifici dei Grigioni.
- 2020: German Design Award per il progetto Trasformazione stalla e cascina, Isola - Maloja nella categoria Architettura Eccellente
- 2021: Premio per le buone costruzioni nel Cantone dei Grigioni per il progetto Studio Cascina Garbald, Castasegna